# SteamOS
SteamOS е базирана на Дебиан, Линукс дистрибуция от Valve Corporation и е основната операционна система за на Valve „Steam Machine gaming hardware platform“. Тя бива пусната наред с началото на бета тестване на крайния потребител за „Steam Machines“ през декември 2013 г.

## История
По време на панел на LinuxCon през 2013 г., съосновател и изпълнителен директор на Valve Гейб Нюъл заявява, че той вярвал че „Линукс и отворения код са бъдещето на гейминга“, като допълнил че компанията подпомага на разработчици на игри, които искат да направят своите игри съвместими с Линукс, и че те ще правят обявление в предстоящата седмица относно въвеждането на Линукс във всекидневната.